# Copa Chivas Internacional 2016
La Copa Chivas Internacional Scotiabank de 2016, también conocida como Copa Chivas 2016 o Chivas Cup 2016, fue la vigésima edición de este torneo. Es una competición anual de fútbol juvenil organizada por el Club Deportivo Guadalajara. Se disputó entre el 15 al 24 de enero en Jalisco, México. El formato del torneo fue de tres grupos con cinco equipos cada uno; permitiendo que cada equipo disputara cuatro partidos en la fase de eliminatorias. Calificaron a la Fase Final los equipos que ocuparon el primer y segundo lugar de cada grupo, así como los 2 mejores terceros lugares del torneo.

## Equipos participantes
| Atlas        | Cruzeiro       | Pachuca     | Tottenham Hotspur    |
| Benfica      | FC Dallas      | Palmeiras   | Universidad Católica |
| Boca Juniors | FC Midtjylland | River Plate | Urawa Red Diamonds   |
| Chivas       | Monterrey      | Tijuana     |                      |

## Fase de grupos

### Grupo A
| Equipo             | Pts | PJ | PG | PE | PP | GF | GC | DG |
| ------------------ | --- | -- | -- | -- | -- | -- | -- | -- |
| Urawa Red Diamonds | 10  | 4  | 3  | 1  | 0  | 6  | 3  | +3 |
| Boca Juniors       | 9   | 4  | 3  | 0  | 1  | 7  | 3  | +4 |
| FC Midtjylland     | 7   | 4  | 2  | 1  | 1  | 6  | 3  | +3 |
| Palmeiras          | 3   | 4  | 1  | 0  | 3  | 4  | 8  | -4 |
| Chivas             | 0   | 4  | 0  | 0  | 4  | 2  | 8  | -6 |

#### Resultados
- Los horarios de los partidos corresponden al huso horario de México: (UTC-6).

##### Fecha 1
| 15 de enero de 2016, 12:00 | Chivas            | 1:2     | Urawa Red Diamonds      | Chivas Verde Valle, Zapopan |                          |
|                            | Jesús Godínez 70' | Reporte | 12' 64' Motoki Tokisato | Árbitro(s): Iván Velasco    | Árbitro(s): Iván Velasco |

| 15 de enero de 2016, 12:00 | Boca Juniors                                               | 3:1     | Palmeiras             | Chivas San Rafael, Guadalajara |  |
|                            | Alarias Molina 18' · Luis Torres 23' · Nicolás Capaldo 26' | Reporte | 8' Mailton Dos Santos |                                |  |

- Equipo libre:  FC Midtjylland

##### Fecha 2
| 16 de enero de 2016, 12:00 | Chivas | 0:2     | Boca Juniors                           | Chivas Verde Valle, Zapopan |                            |
|                            |        | Reporte | 30' Kevin Mergel · 44' Leonardo Farias | Árbitro(s): Emerson Zamora  | Árbitro(s): Emerson Zamora |

| 16 de enero de 2016, 15:00 | Urawa Red Diamonds | 1:1     | FC Midtjylland     | Chivas San Rafael, Guadalajara |  |
|                            | Kaito Suzuki 34'   | Reporte | 21' Mikael Neville |                                |  |

- Equipo libre:  Palmeiras

##### Fecha 3
| 17 de enero de 2016, 12:00 | Chivas | 0:2     | FC Midtjylland                      | Chivas Verde Valle, Zapopan          |                                      |
|                            |        | Reporte | 12' Víctor Torp · 60' Jakup Thomsen | Árbitro(s): Christian Adrián Ramírez | Árbitro(s): Christian Adrián Ramírez |

| 17 de enero de 2016, 12:00 | Palmeiras | 0:1     | Urawa Red Diamonds  | Chivas San Rafael, Guadalajara |  |
|                            |           | Reporte | 67' Motoki Tokisato |                                |  |

- Equipo libre:  Boca Juniors

##### Fecha 4
| 18 de enero de 2016, 9:00 | Boca Juniors    | 1:2     | Urawa Red Diamonds                       | Chivas San Rafael, Guadalajara |  |
|                           | Luis Torres 40' | Reporte | 24' Daiki Hashioka · 47' Motoki Tokisato |                                |  |

| 18 de enero de 2016, 12:00 | FC Midtjylland                                               | 3:1     | Palmeiras             | Chivas Verde Valle, Zapopan      |                                  |
|                            | Jakup Thomsen 13' · Simon Sterring 40' · Mikael Anderson 51' | Reporte | 33' Carlos Neves Novo | Árbitro(s): Juan Ramírez Tostado | Árbitro(s): Juan Ramírez Tostado |

- Equipo libre:  Chivas

##### Fecha 5
| 19 de enero de 2016, 9:00 | Chivas            | 1:2     | Palmeiras                                    | Chivas Verde Valle, Zapopan          |                                      |
|                           | Jesús Godínez 51' | Reporte | 16' Caio Cesar Neri · 28' Mailton Dos Santos | Árbitro(s): Christian Molina Álvarez | Árbitro(s): Christian Molina Álvarez |

| 19 de enero de 2016, 12:00 | Boca Juniors | 1:0 | FC Midtjylland | Chivas San Rafael, Guadalajara |  |

- Equipo libre:  Urawa Red Diamonds

### Grupo B
| Equipo    | Pts | PJ | PG | PE | PP | GF | GC | DG |
| --------- | --- | -- | -- | -- | -- | -- | -- | -- |
| FC Dallas | 7   | 4  | 2  | 1  | 1  | 6  | 4  | +2 |
| Monterrey | 7   | 4  | 2  | 1  | 1  | 4  | 2  | +2 |
| Cruzeiro  | 6   | 4  | 1  | 3  | 0  | 6  | 5  | +1 |
| Tijuana   | 4   | 4  | 1  | 1  | 2  | 5  | 7  | -2 |
| Benfica   | 2   | 4  | 0  | 2  | 2  | 3  | 6  | -3 |

#### Resultados
- Los horarios de los partidos corresponden al huso horario de México: (UTC-6).

##### Fecha 1
| 15 de enero de 2016, 9:00 | Benfica | 0:1     | Monterrey                | Chivas Verde Valle, Zapopan  |                              |
|                           |         | Reporte | 22' Jaime Gabriel Rivero | Árbitro(s): Abraham Quirarte | Árbitro(s): Abraham Quirarte |

| 15 de enero de 2016, 9:00 | Tijuana                               | 2:1     | FC Dallas                  | Chivas San Rafael, Guadalajara |  |
|                           | Julián Barajas 39' · César Crespo 60' | Reporte | 47' Giovanni Montes de Oca |                                |  |

- Equipo libre:  Cruzeiro

##### Fecha 2
| 16 de enero de 2016, 9:00 | Monterrey | 0:0     | Cruzeiro | Chivas San Rafael, Guadalajara |  |
|                           |           | Reporte |          |                                |  |

| 16 de enero de 2016, 9:00 | Benfica | 0:0     | Tijuana | ITESO, Tlaquepaque |  |
|                           |         | Reporte |         |                    |  |

- Equipo libre:  FC Dallas

##### Fecha 3
| 17 de enero de 2016, 9:00 | Cruzeiro                                 | 2:2     | Benfica                                | Chivas Verde Valle, Zapopan |                         |
|                           | Matheus Da Silva 7' · Natan Ferreira 19' | Reporte | 54' Zidane Agustini · 70' Joao Escoval | Árbitro(s): Jorge López     | Árbitro(s): Jorge López |

| 17 de enero de 2016, 15:00 | FC Dallas      | 1:0     | Monterrey | Chivas San Rafael, Guadalajara |  |
|                            | David Vega 56' | Reporte |           |                                |  |

- Equipo libre:  Tijuana

##### Fecha 4
| 18 de enero de 2016, 12:00 | Tijuana            | 1:3     | Monterrey                                                   | Chivas San Rafael, Guadalajara |  |
|                            | Julián Barajas 53' | Reporte | 42' Hernán Pineda · 45' Carlos Rodríguez · 67' Juan Machado |                                |  |

| 18 de enero de 2016, 12:00 | Cruzeiro                 | 1:1     | FC Dallas          | Deportivo Morelos, Guadalajara |  |
|                            | Guilherme dos Santos 58' | Reporte | 35' Toshiki Yasuda |                                |  |

- Equipo libre:  Benfica

##### Fecha 5
| 19 de enero de 2016, 12:00 | FC Dallas                                                         | 3:1     | Benfica           | Chivas Verde Valle, Zapopan     |                                 |
|                            | Toshiki Yasuda 44' · Alejandro Zendejas 49' · Héctor Montalvo 64' | Reporte | 18' André Martins | Árbitro(s): Louis Adrián Vielma | Árbitro(s): Louis Adrián Vielma |

| 19 de enero de 2016, 12:00 | Tijuana | 2:3 | Cruzeiro | Deportivo Morelos, Guadalajara |  |

- Equipo libre:  Monterrey

### Grupo C
| Equipo               | Pts | PJ | PG | PE | PP | GF | GC | DG |
| -------------------- | --- | -- | -- | -- | -- | -- | -- | -- |
| Atlas                | 8   | 4  | 2  | 2  | 0  | 5  | 3  | +2 |
| River Plate          | 7   | 4  | 2  | 1  | 1  | 3  | 2  | +1 |
| Universidad Católica | 6   | 4  | 2  | 0  | 2  | 9  | 6  | +3 |
| Pachuca              | 6   | 4  | 2  | 0  | 2  | 5  | 4  | +1 |
| Tottenham Hotspur    | 1   | 4  | 0  | 1  | 3  | 3  | 10 | -7 |

#### Resultados
- Los horarios de los partidos corresponden al huso horario de México: (UTC-6).

##### Fecha 1
| 15 de enero de 2016, 9:00 | Tottenham Hotspur  | 1:1     | Atlas                | Deportivo Morelos, Guadalajara |  |
|                           | Marcus Edwards 41' | Reporte | 54' Fernando Vázquez |                                |  |

| 15 de enero de 2016, 12:00 | Pachuca                                   | 2:1     | Universidad Católica | Deportivo Morelos, Guadalajara |  |
|                            | Luis González 31' · Fernando Valdemar 65' | Reporte | 43' Juan Soriano     |                                |  |

- Equipo libre:  River Plate

##### Fecha 2
| 16 de enero de 2016, 9:00 | Tottenham Hotspur | 0:2     | Pachuca                                         | Chivas Verde Valle, Zapopan  |                              |
|                           |                   | Reporte | 3' Pablo César Martinez · 19' Fernando Valdemar | Árbitro(s): Sergio Ruvalcaba | Árbitro(s): Sergio Ruvalcaba |

| 16 de enero de 2016, 12:00 | Atlas | 0:0     | River Plate | Chivas San Rafael, Guadalajara |  |
|                            |       | Reporte |             |                                |  |

- Equipo libre:  Universidad Católica

##### Fecha 3
| 17 de enero de 2016, 9:00 | River Plate                             | 2:0     | Tottenham Hotspur | Chivas San Rafael, Guadalajara |  |
|                           | Mauro Burruchaga 41' · Franco López 58' | Reporte |                   |                                |  |

| 17 de enero de 2016, 9:00 | Universidad Católica  | 1:2     | Atlas                              | ITESO, Tlaquepaque |  |
|                           | Ricardo Rodríguez 41' | Reporte | 9' Juan Muñoz · 50' Denilson Villa |                    |  |

- Equipo libre:  Pachuca

##### Fecha 4
| 18 de enero de 2016, 9:00 | River Plate | 0:2     | Universidad Católica         | Chivas Verde Valle, Zapopan  |                              |
|                           |             | Reporte | 27' 54' Manuel Reyes Delgado | Árbitro(s): Abraham Quirarte | Árbitro(s): Abraham Quirarte |

| 18 de enero de 2016, 9:00 | Pachuca         | 1:2     | Atlas                             | Deportivo Morelos, Guadalajara |  |
|                           | Juan Calero 62' | Reporte | 13' Jesús García · 57' Ian Torres |                                |  |

- Equipo libre:  Tottenham Hotspur

##### Fecha 5
| 19 de enero de 2016, 9:00 | Universidad Católica | 5:2 | Tottenham Hotspur | Chivas San Rafael, Guadalajara |  |

| 19 de enero de 2016, 9:00 | Pachuca | 0:1 | River Plate | Deportivo Morelos, Guadalajara |  |

- Equipo libre:  Atlas

#### Mejores terceros
Entre los equipos que finalizaran en el tercer lugar de sus respectivos grupos, los dos mejores avanzarán a cuartos de final.
| Equipo               | Grupo | Pts | PJ | PG | PE | PP | GF | GC | Dif |
| -------------------- | ----- | --- | -- | -- | -- | -- | -- | -- | --- |
| FC Midtjylland       | A     | 7   | 4  | 2  | 1  | 1  | 6  | 3  | +3  |
| Universidad Católica | C     | 6   | 4  | 2  | 0  | 2  | 9  | 6  | +3  |
| Cruzeiro             | B     | 6   | 4  | 1  | 3  | 0  | 6  | 5  | +1  |

### Tabla general
En la Fase Final los 8 calificados integrarán una tabla general de acuerdo a los puntos y diferencia de goles que tuvieron durante la Ronda de Grupos. De acuerdo a esta tabla serán definidos los cuartos de final de la siguiente manera: 1º VS 8º; 2º VS 7º; 3º VS 6º; 4º VS 5º.
| Equipo               | Pts | PJ | PG | PE | PP | GF | GC | DG |
| -------------------- | --- | -- | -- | -- | -- | -- | -- | -- |
| Urawa Red Diamonds   | 10  | 4  | 3  | 1  | 0  | 6  | 3  | +3 |
| Boca Juniors         | 9   | 4  | 3  | 0  | 1  | 7  | 3  | +4 |
| Atlas                | 8   | 4  | 2  | 2  | 0  | 5  | 3  | +2 |
| FC Midtjylland       | 7   | 4  | 2  | 1  | 1  | 6  | 3  | +3 |
| FC Dallas            | 7   | 4  | 2  | 1  | 1  | 6  | 4  | +2 |
| Monterrey            | 7   | 4  | 2  | 1  | 1  | 4  | 2  | +2 |
| River Plate          | 7   | 4  | 2  | 1  | 1  | 3  | 2  | +1 |
| Universidad Católica | 6   | 4  | 2  | 0  | 2  | 9  | 6  | +3 |

## Cuadro Final
|  | Cuartos de final     | Cuartos de final |                |                    | Semifinales | Semifinales |  |                | Final       | Final       |  |
|  | 21 de enero          | 21 de enero      |                |                    | 22 de enero | 22 de enero |  |                | 24 de enero | 24 de enero |  |
|  |                      |                  |                |                    |             |             |  |                |             |             |  |
|  |                      |                  |                |                    |             |             |  |                |             |             |  |
|  | Urawa Red Diamonds   | 1                |                |                    |             |             |  |                |             |             |  |
|  | Urawa Red Diamonds   | 1                |                |                    |             |             |  |                |             |             |  |
|  | Universidad Católica | 0                |                |                    |             |             |  |                |             |             |  |
|  | Universidad Católica | 0                |                | Urawa Red Diamonds | 1 (3)       |             |  |                |             |             |  |
|  |                      |                  |                | Urawa Red Diamonds | 1 (3)       |             |  |                |             |             |  |
|  |                      |                  | FC Midtjylland | 1 (4)              |             |             |  |                |             |             |  |
|  | FC Midtjylland       | 2                | FC Midtjylland | 1 (4)              |             |             |  |                |             |             |  |
|  | FC Midtjylland       | 2                |                |                    |             |             |  |                |             |             |  |
|  | FC Dallas            | 1                |                |                    |             |             |  |                |             |             |  |
|  | FC Dallas            | 1                |                |                    |             |             |  | FC Midtjylland | 2           |             |  |
|  |                      |                  |                |                    |             |             |  | FC Midtjylland | 2           |             |  |
|  |                      |                  | Boca Juniors   | 1                  |             |             |  |                |             |             |  |
|  | Boca Juniors         | 1                | Boca Juniors   | 1                  |             |             |  |                |             |             |  |
|  | Boca Juniors         | 1                |                |                    |             |             |  |                |             |             |  |
|  | River Plate          | 0                |                |                    |             |             |  |                |             |             |  |
|  | River Plate          | 0                |                | Boca Juniors       | 2           |             |  |                |             |             |  |
|  |                      |                  |                | Boca Juniors       | 2           |             |  |                |             |             |  |
|  |                      |                  | Atlas          | 0                  |             |             |  |                |             |             |  |
|  | Atlas                | 1                | Atlas          | 0                  |             |             |  |                |             |             |  |
|  | Atlas                | 1                |                |                    |             |             |  |                |             |             |  |
|  | Monterrey            | 0                |                |                    |             |             |  |                |             |             |  |
|  | Monterrey            | 0                |                |                    |             |             |  |                |             |             |  |
|  |                      |                  |                |                    |             |             |  |                |             |             |  |

- Los horarios de los partidos corresponden al huso horario de México: (UTC-6).

### Cuartos de final
| 21 de enero de 2016, 9:00 | Urawa Red Diamonds | 1:0     | Universidad Católica | Chivas Verde Valle, Zapopan |                             |
|                           | Ukyo Kagemori 44'  | Reporte |                      | Árbitro(s): Sergio Quirarte | Árbitro(s): Sergio Quirarte |

| 21 de enero de 2016, 9:00 | Boca Juniors | 1:0 | River Plate | Chivas San Rafael, Guadalajara |  |

| 21 de enero de 2016, 12:00 | Atlas              | 1:0     | Monterrey | Chivas Verde Valle, Zapopan  |                              |
|                            | Daniel Aguilar 72' | Reporte |           | Árbitro(s): Abraham Quirarte | Árbitro(s): Abraham Quirarte |

| 21 de enero de 2016, 12:00 | FC Midtjylland | 2:1 | FC Dallas | Chivas San Rafael, Guadalajara |  |

### Semifinales
| 22 de enero de 2016, 9:00 | Urawa Red Diamonds  | 1:1 (3 – 4 p.) | FC Midtjylland      | Chivas Verde Valle, Zapopan      |                                  |
|                           | Motoki Tokisato 11' | Reporte        | 6' Gloire Rutikanga | Árbitro(s): Juan Ramírez Tostado | Árbitro(s): Juan Ramírez Tostado |

| 22 de enero de 2016, 12:00 | Boca Juniors                                         | 2:0     | Atlas | Chivas Verde Valle, Zapopan   |                               |
|                            | Luis Marcelo Torres 55' · Azarias Naim Simonetta 66' | Reporte |       | Árbitro(s): Christian Ramírez | Árbitro(s): Christian Ramírez |

### Tercer puesto
| 23 de enero de 2016, 12:00 | Urawa Red Diamonds | 0:1     | Atlas             | Chivas Verde Valle, Zapopan |                          |
|                            |                    | Reporte | 37' Abraham Arana | Árbitro(s): Iván Velasco    | Árbitro(s): Iván Velasco |

### Final
| 24 de enero de 2016, 11:00 | FC Midtjylland                                  | 2:1     | Boca Juniors        | Chivas Verde Valle, Zapopan  |                              |
|                            | Madsen Vang 37' · Nikolas Hammels Vang Kirk 73' | Reporte | 53' Gonzalo Lamardo | Árbitro(s): Óscar Villagómez | Árbitro(s): Óscar Villagómez |

### Campeón
| Bandera de Dinamarca |
| FC Midtjylland       |

## Estadísticas

### Goleadores
| Motoki Tokisato                           | Urawa Red Diamonds   | 5 |
| Luis Marcelo Torres                       | Boca Juniors         | 3 |
| Mikael Nevelli                            | FC Midtjylland       | 3 |
| Manuel Reyes                              | Universidad Católica | 3 |
| Julian Barajas Robles                     | Tijuana              | 3 |
| Kevin Mergen                              | Boca Juniors         | 2 |
| Jesús Godínez                             | Chivas               | 2 |
| Joao Soares                               | Cruzeiro             | 2 |
| David Devin Vega                          | FC Dallas            | 2 |
| Jakup Ludulg                              | FC Midtjylland       | 2 |
| Última actualización: 25 de enero de 2016 |                      |   |